# Parauta
Parauta é um município da Espanha na província de Málaga, comunidade autónoma da Andaluzia, de área 44 km² com população de 226 habitantes (2004) e densidade populacional de 5,48 hab/km².

## Demografia
| Variação demográfica do município entre 1991 e 2004 | Variação demográfica do município entre 1991 e 2004 | Variação demográfica do município entre 1991 e 2004 | Variação demográfica do município entre 1991 e 2004 |
| --------------------------------------------------- | --------------------------------------------------- | --------------------------------------------------- | --------------------------------------------------- |
| 1991                                                | 1996                                                | 2001                                                | 2004                                                |
| 303                                                 | 252                                                 | 217                                                 | 245                                                 |